# Ahmed Jaouachi
Ahmed Jaouachi (arab. أحمد الجوّاشي; ur. 13 lipca 1975
roku) – tunezyjski piłkarz występujący na pozycji bramkarza.

## Kariera klubowa
Ahmed Jaouachi w czasie piłkarskiej kariery był związany z takimi klubami jak US Monastir i Club Sportif Sfaxien. W 2007 roku został zawodnikiem Étoile Sportive du Sahel. O miejsce w podstawowej jedenastce tego zespołu rywalizuje między innymi z uczestnikiem Pucharu Narodów Afryki 2008 - Aymenem Mathlouthim. Razem z drużyną Étoile Sportive du Sahel Jaouachi w sezonie 2007/08 zajął drugie miejsce w rozgrywkach tunezyjskiej ekstraklasy.

## Kariera reprezentacyjna
Po raz pierwszy do reprezentacji Tunezji Jaouachi został powołany na mecz z Norwegią, który został rozegrany 27 marca 2002 roku. W tym samym roku znalazł się w 23-osobowej kadrze drużyny narodowej na mistrzostwa świata. Podopieczni Ammara Souayaha nie zdołali przebrnąć przez fazę grupową i odpadli z turnieju. Na mundialu podstawowym bramkarzem Tunezyjczyków był Ali Boumnijel, a Jaouachi wspólnie z Hassenem Bejaouim pełnili rolę rezerwowych.